# Glycaspis felicitaris
Glycaspis felicitaris är en insektsart som beskrevs av Moore 1970. Glycaspis felicitaris ingår i släktet Glycaspis och familjen rundbladloppor. Inga underarter finns listade i Catalogue of Life.